# Limuzina
Limuzina je karoserijska oblika osebnega vozila, s štirimi vrati, t.i. »3-box dizajna«, to je z motornim prostorom, od potniške kabine ločenim prtljažnim prostorom in s trdo kovinsko streho. 

## Variante
Ustrezne variante limuzine so tudi kupe, karavan in hatchback.
Za limuzine je značilen tudi t.i. »B stebriček« med prednjimi in zadnjimi vrati, ki predstavlja povezavo med podvozjem in streho ter vozilu daje potrebno trdnost. 
Poimenovanje limuzina se uporablja za katerikoli osebno vozilo s tovrstno obliko karoserije, pogovorno pa se nanaša tudi na tako imenovane »stretch« velike limuzine največkrat ameriških proizvajalcev, ker se v ZDA za običajne limuzine uporablja izključno poimenovanje »sedan«.

## Poimenovanja
Za osebna vozila tipa limuzina se v ZDA uporablja poimenovanje »sedan«, v Združenem kraljestvu »saloon«, v Franciji »berline«, v Italiji »berlina« in v Nemčiji ter Avstriji »limousine«.